# Sœurs de Notre-Dame de la Compassion de Marseille
Ne doit pas être confondu avec Congrégation des religieuses de Notre-Dame de la Compassion.
Les Sœurs de Notre-Dame de la Compassion sont une congrégation religieuse féminine enseignante et hospitalière de droit pontifical.

## Histoire
Arrivé à Marseille en 1843, Jean-François Barthès trouve une communauté de Sœurs de la Sainte Famille de Bordeaux appelées dans la ville par Eugène de Mazenod, évêque de Marseille, pour soigner les malades à domicile et ouvrir une maison pour les jeunes femmes qui quittent la campagne pour travailler comme domestiques. Mgr de Mazenod songe alors à créer une congrégation autonome, entièrement vouée au travail des femmes de ménage, et en confie la tâche à Barthès.
Barthès crée la congrégation le 25 juin 1843 à Marseille ; elle est érigée en institut de droit diocésain le 16 juin 1845, le même jour, les douze premiers postulants reçoivent l'habit religieux des mains de l'évêque.
Les sœurs obtiennent le décret de louange le 28 juillet 1880 et l'approbation définitive de leurs constitutions le 27 janvier 1930. Elles sont agrégées à l'ordre des Servites de Marie le 7 juin 1992. 

## Activités et diffusion
Les sœurs se consacrent à l'enseignement, à l'assistance des jeunes travailleurs et à la prise en charge des malades.
Les sœurs sont présentes en France, au Cameroun et en Italie.
La maison-mère est à Marseille.
En 2017, la congrégation comptait 35 religieuses dans 6 maisons.

## Galerie

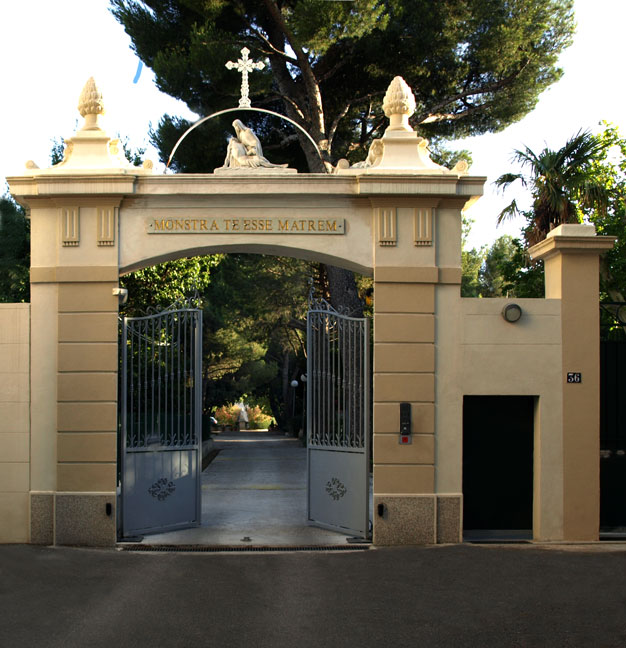
Entrée de la Maison-mère.
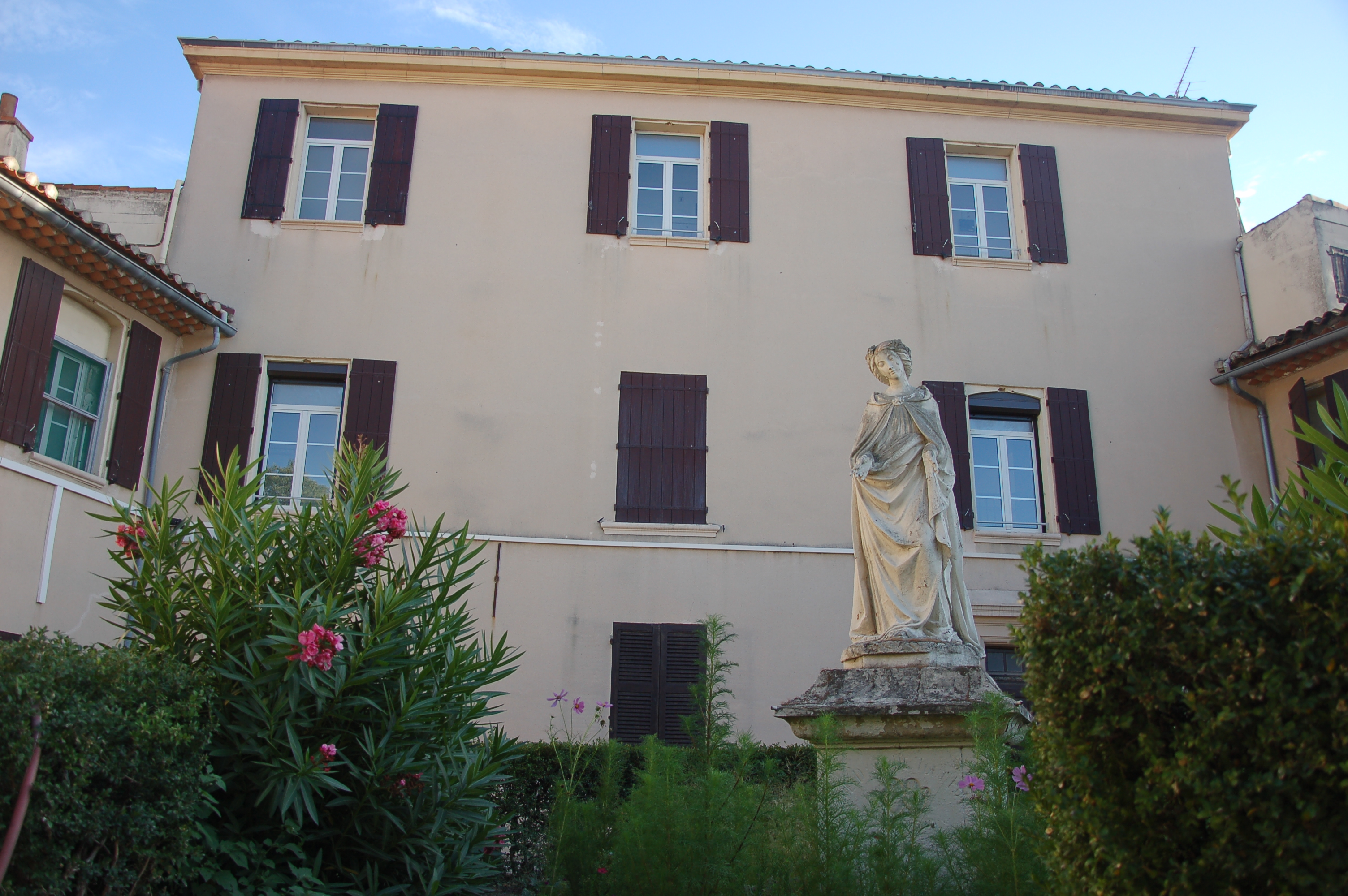
Jardin de la maison-mère.
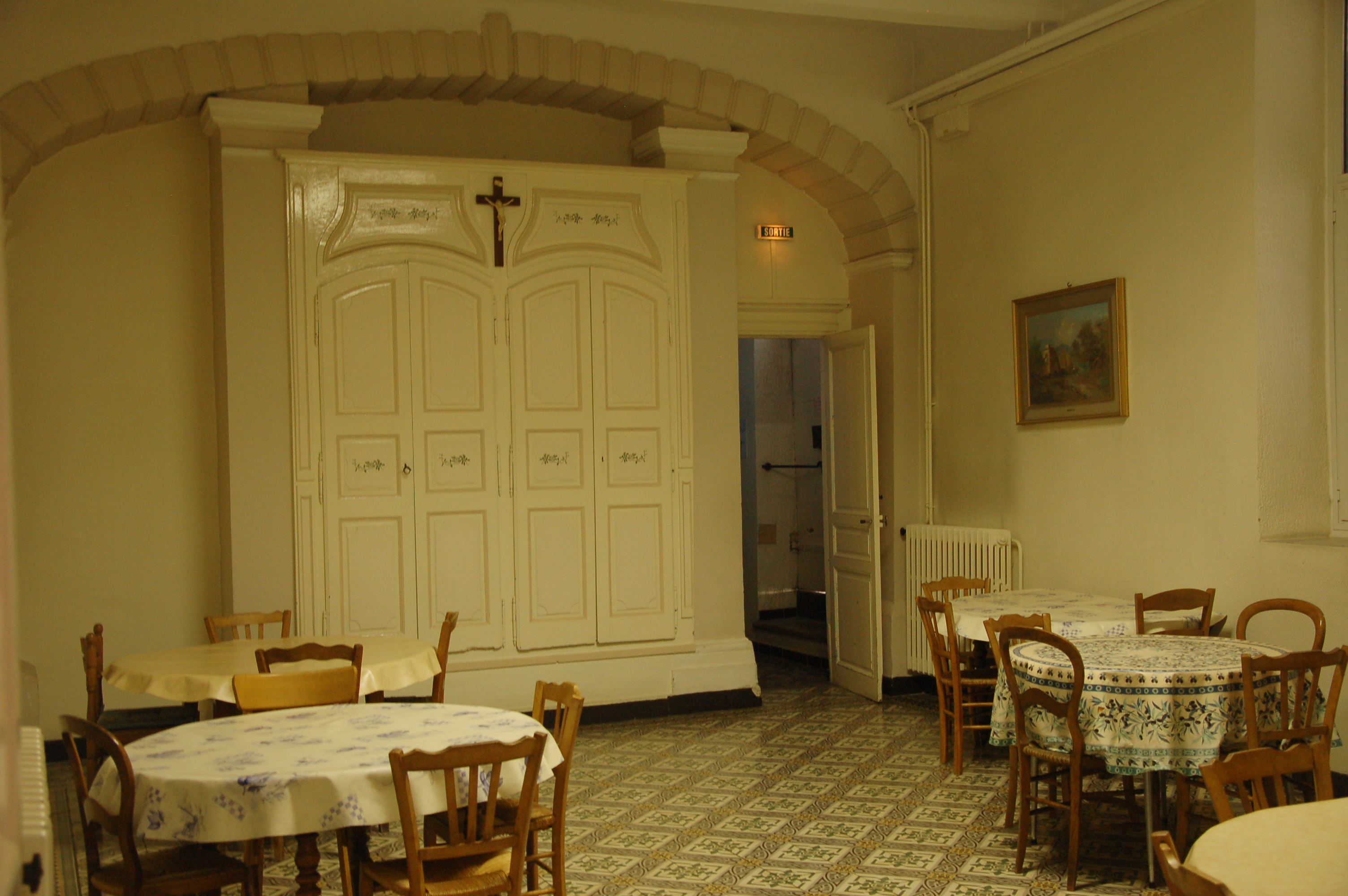
Intérieur de la maison-mère.
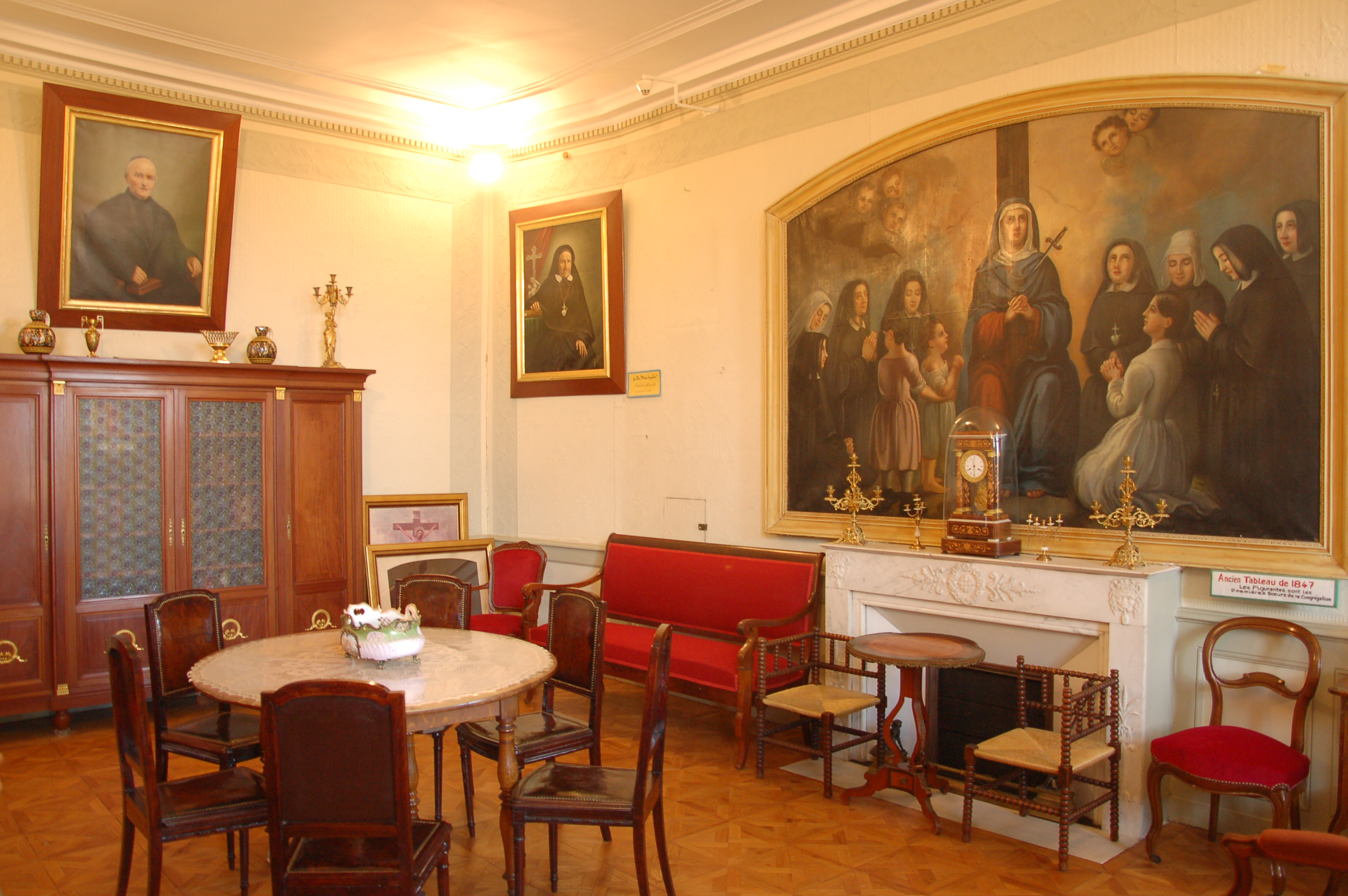
Salle de la maison-mère.